# Vice-presidência do Governo Regional da Madeira
A Vice-presidência do Governo Regional da Madeira foi um dos departamentos do Governo Regional da Madeira durante dois períodos governativos, ambos em governos de Alberto João Jardim. De 1988 a 1990, teve o título de Vice-presidência e Coordenação Económica e o Vice-presidente foi Miguel José Luís de Sousa. De 2000 a 2015, o Vice-presidente foi João Carlos Cunha e Silva.